# Pont vieux de Riols
Pour les articles homonymes, voir Pont Vieux.
Le Pont vieux est une construction d'architecture datée du XVIIe siècle (?) à Riols, dans le département de l'Hérault. Il permet le franchissement du Jaur.

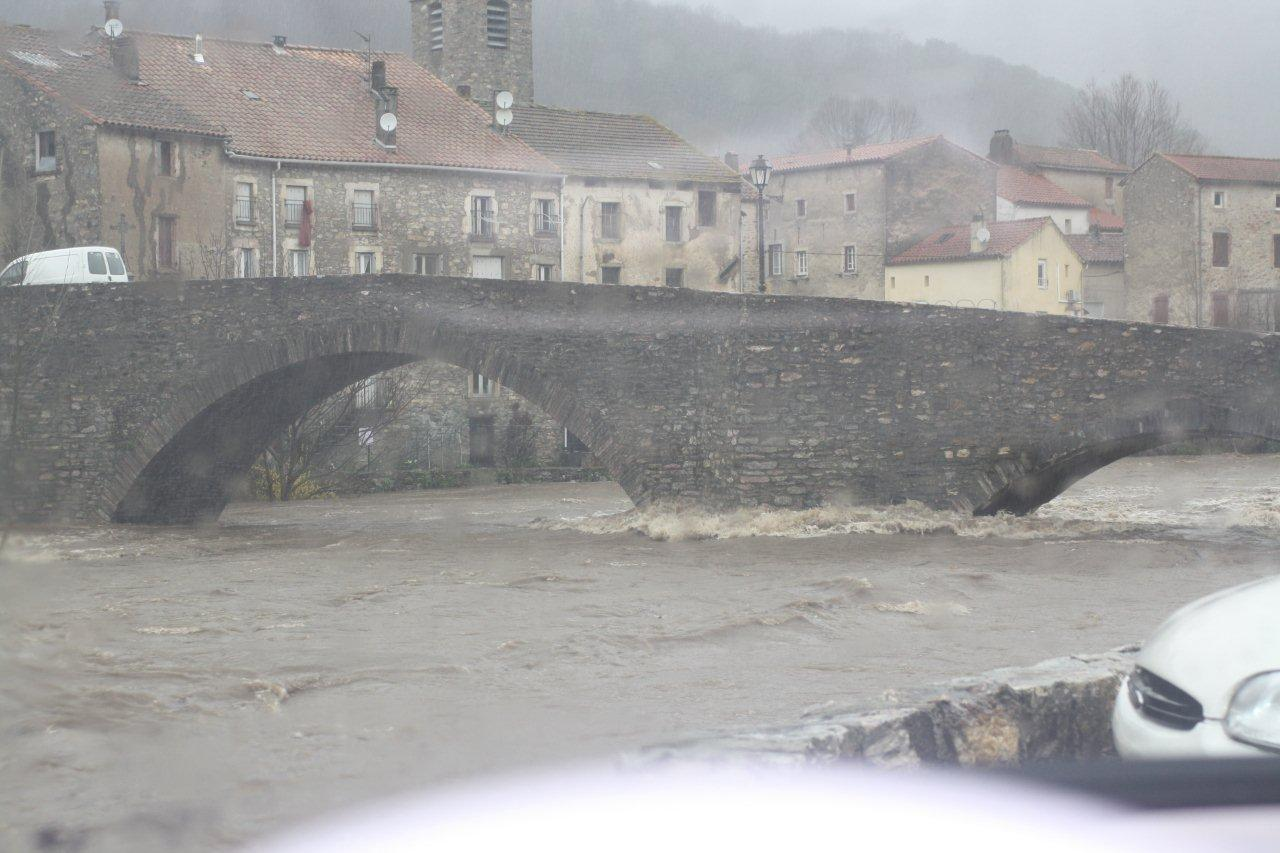
Le Jaur en crue (2011).